# Reprezentacja Chorwacji U-19 w koszykówce mężczyzn
Reprezentacja Chorwacji U-19 w koszykówce mężczyzn zespół reprezentujący Chorwację we wszystkich imprezach FIBA do lat dziewiętnastu. Chorwaci zostali brązowymi medalistami mistrzostw  świata do lat 19 w roku 1999. Chorwatom udało się wystąpić również w mistrzostwach w latach 1995 i 2003, na których zajęli czwarte miejsca.